# Ramón León Donayre
Ramón Alberto León Donayre (Lima, 31 de agosto de 1950) es un psicólogo y docente universitario de origen peruano.

## Trayectoria
Realizó estudios de Psicología en la Universidad Inca Garcilaso de la Vega entre 1969 y 1973, licenciándose en 1977. Con una beca integral del Institut für Begabtenförderung de la Konrad-Adenauer-Stiftung estudió psicología, sociología, pedagogía especial e historia de la ciencia entre 1979 y 1983 en la Julius-Maximilian-Universität, en Würzburg, Alemania Federal donde obtuvo un doctorado en la especialidad de Psicología en 1983, con el calificativo de magna cum laude, bajo la dirección del profesor Ludwig J. Pongratz. En 1993 la Universidad Peruana Cayetano Heredia (Lima, Perú) le concedió el grado de doctor en Ciencias (Especialidad de Psicología).
Como estudiante llevó a cabo prácticas ad honorem en el Servicio de Psicología de la Escuela de la Marina de Guerra del Perú. Tras llevar a cabo sus prácticas profesionales de internado en el Hospital "Hermilio Valdizán", de 1976 a 1979 se desempeñó como psicólogo primero en la Oficina de Información y Educación del Ejército y, posteriormente, en los Centros Académicos del Ejército, tanto en la Escuela de Oficiales como en la Escuela de Suboficiales. En el marco de su trabajo en el Ejército Peruano recibió y aprobó un curso de Operaciones Psicológicas (1976), siendo designado al año siguiente como integrante de la Comisión de Elaboración del Programa Académico de la Escuela de Inteligencia.
Ocupó desde 1984 hasta 1995 el cargo de Jefe del Servicio de Psicología del Instituto Nacional de Salud Mental "Honorio Delgado - Hideyo Noguchi". En 1987 llevó a cabo una estancia postdoctoral en la Ludwig-Maximilian-Universität, de Múnich, con el auspicio de la Konrad-Adenauer-Stiftung, volviendo a cumplir otra entre 1994 y 1995 en la misma universidad en el Instituto de Psicología y Psicoanálisis, siempre con los auspicios de la Konrad-Adenauer-Stiftung. En 1990 la Alexander von Humboldt Stiftung le concedió una beca de investigación que empleó para llevar a cabo una segunda estancia postdoctoral  (hasta 1992) en la Universidad de Passau, Alemania Federal, bajo la dirección de los profesores Werner Traxel y Horst Gundlach.
Ha cumplido estancias cortas de estudios e investigación y para conferencias en el Instituto de Psicología de la Universidad de Praga (1991); en el Instituto de Psicología de la Universidad Humboldt de Berlín (1992); en la Universita degli Studi de Florencia (2006); y, en la Universidad Autónoma de Barcelona (2006). Asimismo ha dictado conferencias en la Universidad Nacional Mayor de San Marcos, Universidad Nacional Federico Villarreal, Universidad Femenina del Sagrado Corazón, Universidad Marcelino Champagnat, todas en Lima, y en la Universidad César Vallejo (Trujillo y Piura), Universidad Señor de Sipán (Chiclayo), Universidad Católica de Trujillo, Universidad Privada Antenor Orrego (Trujillo), Universidad Privada del Norte (Trujillo).     
Es miembro del comité editorial de diferentes revistas psicológicas nacionales (Revista de Psicología de la Pontificia Universidad Católica, desde 1984; Anales de Salud Mental, del Instituto Nacional de Salud Mental "Honorio Delgado-Hideyo Noguchi", Lima, desde 1985 hasta 1987; Persona de la Universidad de Lima, desde 1997 hasta 2018, desempeñándose como editor desde 2010 hasta 2018; Liberavit, de la Universidad San Martín de Porres, desde 2014) e internacionales (Humanontogenetik. Zeitschrift für Humanontogenetik, desde 1998; Revista de Pedagogía Crítica Paulo Freire, Santiago, Chile, desde el 2002) y se desempeñó entre 1997 y el 2008 como Secretario de Redacción de la Revista de Neuro-psiquiatría (Lima, Perú). Desde 2014 hasta fines del 2018 miembro del Comité de Ética del Instituto de Investigación Científica (IDIC) de la Universidad de Lima. 

### Docencia universitaria
Se desempeña como docente en la Universidad Ricardo Palma (desde 1978), la Universidad de Lima (1995-2018), la Universidad Nacional Federico Villarreal (desde 1988) y la Universidad Científica del Sur (desde 2010). 
Desde 1997 hasta el 2008 fue profesor asociado ad honorem de la Cátedra Honorio Delgado, de la Universidad Peruana Cayetano Heredia. Ha sido docente en los programas de postgrado (maestría y/o doctorado) en las siguientes universidades: Universidad Nacional Mayor de San Marcos, Universidad Nacional Federico Villarreal, Universidad César Vallejo (Trujillo), Universidad Nacional de San Agustín (Arequipa), Universidad de San Martín de Porres y Universidad Marcelino Champagnat (Lima).

### Participación en publicaciones conjuntas
Ha publicado artículos en diversas revistas de psicología nacionales y extranjeras (Alemania Federal, Argentina, Brasil, Colombia, Chile, España, Estados Unidos, México).
Es autor de capítulos y contribuciones en obras aparecidas en Estados Unidos (Historiography of modern psychology, editado por J. Brozek & L. J. Pongratz; Encyclopedy of psychology, ed, por A. Kazdin), Alemania (Arbeiten zur Psychologiegeschichte, editado por H. Gundlach), Argentina (Enciclopedia de psiquiatría, editada por G. Vidal, F, Lolas, & R. Alarcón), Brasil, Chile, España y Perú.

## Reconocimientos, encargos, comisiones
- Integrante del Equipo de Trabajo destinado a elaborar el Programa de Instrucción y Entrenamiento de los Cursos Básico y Superior de Operaciones Psicológicas de la Escuela de Inteligencia de los Centros Académicos del Ejército Peruano para el año 1978, conjuntamento con el TC Cab Víctor Iturrizaga Rivera y el My Ing Fernando Lizarzaburu Corte, por disposición del Gral Brig. Adolfo Reátegui Cárdenas, Jefe del Estado Mayor de los CCAAE mediante O/M 1244DIEN/05.03. 08, del 15 de junio de 1977;
- Beca Integral de Estudios Doctorales concedida, por concurso, por el Institut für Begabtenföderung de la Konrad Adenauer Stiftung, Alemania, en 1979;
- Invitación a un viaje de estudios en la República Federal de Alemania (1987), por parte del Institut für Internationale Solidarität de la Konrad Adenauer Stiftung;
- Profesor Honorario, Universidad Inca Garcilaso de la Vega (Lima, Perú, 1990)
- Beca de Investigación (Forschungsstipendium) concedida por la Alexander von Humboldt Stiftung (Bonn, Alemania Federal, 1990),
- Invitación de la Universidad de Praga para una conferencia en el Instituto de Psicología, por gestión del Profesor Dr. Jiri Hoskovec, Praga, República Checa, 1992;
- Miembro del Jurado de Tesis Doctoral de Federico Infante, por invitación de la Humboldt-Universität zu Berlin (Berlín, Alemania Federal, 1992);
- Invitación para un viaje de estudios a la República Federal de Alemania, por parte del Deutsches Akademisches Austauschdienst (DAAD, 1994)(no aceptada por razones de enfermedad),
- Invitación para un viaje de estudios a la República Federal de Alemania por parte de la Konrad Adenauer Stiftung (1995)
- Reconocimiento de la Facultad de Psicología de la Universidad Nacional Federico Villarreal por su contribución al desarrollo de la psicología peruana, octubre de 1999,
- Miembro de la Comisión Organizadora del Departamento Académico de Psicología de la Universidad Peruana Cayetano Heredia (Lima, Perú), presidida por el Prof. Dr. Javier Mariátegui (2001);
- Concesión de Financiamiento para la realización de un Humboldt-Kolleg en Lima con el título de "La presencia del pasado", por la Alexander von Humboldt Stiftung, 2004;
- Invitación de la Universidad Autónoma de Barcelona para una conferencia en la Facultad de Psicología, 2004
- Premio Nacional de Psicología (Lima, Perú, Colegio de Psicólogos del Perú, 2005)
- Premio Nacional de Psicología (Área: Publicaciones) (Colegio de Psicólogos del Perú, 2008);
- Invitación a un viaje de estudios a la República Federal de Alemania, por parte de la Konrad Adenauer Stiftung (2008);
- Premio Exemplum (Santiago, Chile, SEK Universidad Internacional, 2010)
- Encargado por el Consejo de Gestión de la Investigación de la Universidad Nacional Mayor de San Marcos (Vicerrectorado de Investigación) de revisar proyectos multidisciplinarios de investigación 2011 en violencia, como miembro del Comité de Evaluación y Selección de Proyectos Multidisciplinarios de Investigación (CSP), mediante oficio múltiples nro. 003-CGI-2011 (2011);
- Premio a la Excelencia Académica, Universidad Científica del Sur, Lima, 2011;
- Diploma de Reconocimiento otorgado por la Facultad de Psicología de la Universidad Ricardo Palma ["por su valiosa contribución a la actividad académica, docente y al logro de los objetivos institucionales de la Facultad de Psicología, desde su constitución a la actualidad]. 29 de abril de 2013
- Miembro Honorario Internacional, Asociación Chilena de Psicología Positiva (Santiago, Chile), 2013;
- Miembro del Consejo Editorial Externo de la Revista Científica de la Universidad Nacional Tecnológica de Lima Sur - UNTELS, 2015
- Medalla "Javier Mariátegui Chiappe", otorgada por el Instituto Nacional de Salud Mental "Honorio Delgado - Hideyo Noguchi" a través de Resolución Directoral nro. 103-2015-DG/INSM "HD-HN", del 2 de junio de 2015;
- Asesor del proyecto "Guía de Responsabilidad Social Universitaria para el Desarrollo Sostenible - Modelo UNTELS", Universidad Nacional Tecnológica de Lima Sur, 2015;
- Miembro del Comité Editorial del European Yearbook of the History of Psychology, Italia, 2015
- Miembro del Comité de Revisores, Acta Herediana (Universidad Peruana Cayetano Heredia, Lima), 2015
- Diploma de reconocimiento a la Excelencia en Docencia, Universidad Científica del Sur, Lima, 2016*
- Miembro integrante de la Cátedra Historia de la Psicología, de la Facultad de Psicología de la Universidad Nacional Federico Villarreal, 2016
- Director de la Editorial Universitaria, Universidad Ricardo Palma, desde enero del 2018
- Premio Internacional de la Sociedad Chilena de Historia de la Psicología, 31 de octubre del 2018
- Reconocimiento de la Universidad de Tarapacá (Chile) "por su relevante contribución al desarrollo de la historia de la psicología peruana", 31 de octubre de 2018
- Representante de los Profesores Principales en el Consejo de Facultad de Psicología de la Universidad Ricardo Palma, 2018
- Miembro del Comité Consultivo de la REvista Psicológica Herediana, 2019.

## Publicaciones
- R. León, ed.: Psicología y sociedad. Lima: Universidad Inca Garcilaso de la Vega, 1988.
- R. León & C. Romero: Estudios acerca del resentimiento. Lima: Concytec (1990)
- R. León: Contribuciones a la historia de la psicología en el Perú (1993)
- R. León & H. Jürgen Kagelmann, eds.: Psychologie in Peru. Munich: Profil Verlag (1993)
- Renato Alarcón & R. León, eds.: Tiempo, sabiduría y plenitud. Estudios sobre la vida y la obra de Honorio Delgado. Lima: Universidad Peruana Cayetano Heredia (1996; 93 pgs.).
- R. León: Arnaldo Cano y los inicios de la psicología profesional en el Perú. Volumen Extraordinario de la Revista de Psicología de la Pontificia Universidad Católica del Perú, Lima, 1998.
- R. León: El país de los extraños. Una encuesta sobre actitudes raciales en universitarios de Lima Metropolitana. Lima: Universidad Ricardo Palma (1998)
- R. León, G. Reyes & O. Vela: Racismo, aristocracia y pseudomodernidad. Actitudes raciales en Lima y Trujillo. Lima, Universidad Ricardo Palma, 2000, 144 pgs.
- R. León, A. Zambrano Mora & Y. Agüero de Talavera: La envidia. Un estudio internacional en Chile, Paraguay y Perú. Encarnación (Paraguay): Universidad Nacional de Itapúa (2003).
  - R. León & A. Zambrano Mora: El hombre y la historia en Erik H. Erikson. Lima La Parola (1.ª edición, 2000; 2d. edición, 2008)
- R. León, A. Kishimoto & E. Flores: Entre el estigma y la igualdad: actitudes homofóbicas en universitarios de Lima y Arica. Lima: Universidad Ricardo Palma (2001)
- R. León, editor: La presencia del pasado/ Die Anwesenheit der Vergangenheit [La tradición alemana en la psiquiatría y la psicología/Die deutschsprachige Tradition in der Psychiatrie und Psychologie). Lima: Universidad Ricardo Palma y Fundación Alexander von Humboldt  (Libro de programa y resúmenes de ponencias; 2004)
- R. León, editor: Clío y Psique. Lima: Universidad Ricardo Palma - Departamento Académico de Psicología [discursos de los profesores doctores Horst Gundlach, Fernando Lolas y Uwe Henrik Peters, laudatio a cargo de Ramón León; 2004)
- Modernidad y mentalidad en el Perú de hoy (2005)
- R. León: La maledicencia en el Perú. Lima: Universidad Ricardo Palma (2005)
- R. León: Cinco ensayos acerca de Vygostky. Lima: Universidad Ricardo Palma, Departamento Académico de¨Psicología, 2005 (118 pgs.)
- R. León: Perú, Chile y la Guerra del Pacífico: ¿qué piensan, qué creen, qué sienten los universitarios en los dos países? Lima: Universidad Ricardo Palma
- R. León, B. Ahlborn & J. Villanueva: España y el Perú: ¿cómo valoramos los peruanos la herencia colonial?. Lima, Universidad Ricardo Palma, 2008.
- R. León: Américo Bibolini en el recuerdo. Testimonio y homenaje. Lima: Universidad Ricardo Palma (Departamento Académico de Psicología)(2008).
- R. León: Validación de la Encuesta de Pensamientos Positivos y Negativos (Fragebogen zur Erfassung positiver und negativer automatischer Gedanken), de Pössel, Seemann & Hautzinger, y de una Escala de Bienestar Subjetivo, en una muestra de universitarios de Lima Metropolitana. Lima: Hozlo  (2008).
- La Literatura Psicológica del siglo XX, Lima, Universidad Ricardo Palma, 2011.[1]
- R. León: La escena primaria en el Perú. Imágenes sociales de Atahualpa, Francisco Pizarro, Huáscar y Diego de Almagro. Lima: Universidad Ricardo Palma (2010)[2]
- H. Klappenbach & R. León, eds.: Historia de la psicología iberoamericana en autobiografías, Lima: Universidad Ricardo Palma (2012)
- H. Klappenbach & R. León, eds.: História da psicología ibero-americana em autobiografías. SAo Paulo: Vetor (2014).
- D. Jáuregui, R. León & M. A. Rodríguez Rea, eds. (2015). Homenaje a Reynaldo Alarcón. Lima: Universidad Ricardo Palma, 2015.[3]
- R. León, ed. Cartas desde el exilio. La correspondencia entre Walter Blumenfeld y Rodolfo Mondolfo, 1948-1966. Lima: Universidad Ricardo Palma, 2016.[4]
- R. León, La Psicología: pasado, presente, problemas. Lima, Universidad Ricardo Palma, 2018.